# Armoriale dei comuni della provincia di Rovigo
Questa pagina contiene le armi (stemmi e blasonature) dei comuni della provincia di Rovigo.
| Stemma | Comune e blasonatura | Gonfalone |
| ------ | --- | --------- |

Stemma della Provincia di Rovigo

|        | Adria D'azzurro, al castello torricellato di tre, al naturale, le torri merlate alla ghibellina, la centrale più alta e troncata sopra di rosso, aperto, finestrato e murato di nero, fondato su pianura erbosa di verde. Ornamenti esteriori da Città. D.C.G. n. 9115 dell'8 giugno 1930, trascritto nei registri della Consulta Araldica il 24 maggio 1931 Gonfalone: drappo d'azzurro… R.D. del 28 agosto 1930 |           |
|        | Ariano nel Polesine Campo di cielo, alla torre quadrata di rosso, merlata alla ghibellina con tre guardiole coperte dello stesso, aperta e murata di nero, fondata sulla pianura di verde. RD dell'8 agosto 1930 Gonfalone: drappo partito di rosso e di azzurro. DPR del 4 giugno 1962 |           |
|        | Arquà Polesine |           |
|        | Badia Polesine D'azzurro alle tre torri d'argento. Ornamenti esteriori di Città. R.D. del 3 marzo 1930 Gonfalone: Drappo d'azzurro… R.D. del 20 novembre 1933 |           |
|        | Bagnolo di Po D'azzurro, alla croce latina, trilobata, raggiante fra i bracci di sedici pezzi, posti: 4,4,4,4, d'argento. Ornamenti esteriori da Comune. D.P.R. del 31 ottobre 1986 Gonfalone: Drappo partito di bianco e d'azzurro riccamente ornato di ricami d'argento e caricato dello stemma sopra descritto con l'iscrizione centrata in argento, recante la denominazione del Comune. Le parti di metallo ed i cordoni sono argentati. L'asta verticale è ricoperta con i colori del drappo, alternati con bullette argentate poste a spirale. Nella freccia è rappresentato lo stemma del comune e sul gambo è inciso il nome. Cravatta con nastri tricolorati dai colori nazionali frangiati d'argento. |           |
|        | Bergantino Brigantino pericolante sul mare fluttuoso d'argento D.P.C.M. del 10 febbraio 1955 Gonfalone: Drappo di colore azzurro con ricami d'argento e con l'iscrizione centrale in argento: Comune di Bergantino. DPR del 26 giugno 1955 |           |
|        | Bosaro D'argento, alla gemella d'azzurro, accompagnata sopra da una spiga di grano al naturale e sotto da una fiamma di rosso movente dalla punta; la seconda fascia caricata di un pesce d'argento. Ornamenti esteriori da Comune D.P.R. del 15 novembre 1955 Gonfalone: Drappo partito di rosso e di azzurro… |           |
|        | Calto D'argento alla torre di rosso, merlata alla guelfa di due, chiusa di nero, finestrata di due in fascia dello stesso Gonfalone: Drappo quadrangolare di un metro per due, partito di bianco e rosso, riccamente ornato di ricami d'argento e caricato dello stemma, sormontate dalla corona regolamentare di Comune, e circondata di due rami di quercia e di alloro legati in decusse da un nastrino, sormontato dall'iscrizione centrata, pure in argento: Comune di Calto |           |
|        | Canaro D'argento, al garofano fogliato, accostato da due canne decussate in punta, il tutto al naturale D.P.C.M. del 19 gennaio 1959 Gonfalone: Vessillo ornato di colore bianco, bordato di verde riccamente ornato di ricami d'argento e caricato dello stemma sopra descritto con l'iscrizione centrata in argento: COMUNE DI CANARO |           |
|        | Canda Partito, nel 1º d'azzurro alla fascia d'argento caricata di un giglio di nero; nel 2º di verde a tre spighe di grano d'oro poste in ventaglio, legate dello stesso; alla punta rovesciata di rosso caricata del San Marco d'oro "in moleca". Sul tutto la pergola d'oro attraversante. Ornamenti esteriori da Comune D.P.R. dell'8 aprile 1971 Gonfalone: Drappo di verde… |           |
|        | Castelguglielmo D.P.R. dell'8 novembre 1957 |           |
|        | Castelmassa Del. Podestà n° 65 del 4 maggio 1929 Gonfalone: Drappo troncato di azzurro e di bianco… D.P.C.M. del 31 maggio 1971 |           |
|        | Castelnovo Bariano |           |
|        | Ceneselli Gonfalone: Drappo di bianco… |           |
|        | Ceregnano Semitroncato partito: nel PRIMO, di verde, alla lettera maiuscola C d'oro; nel SECONDO, di rosso, alle sette spighe di grano, impugnate, d'oro, legate di verde; nel TERZO, d'oro, alle quattro fasce ondate, di azzurro. Ornamenti esteriori da Comune. D.P.R. dell'11 settembre 1996 Gonfalone: Drappo partito di azzurro e di rosso, riccamente ornato di ricami d'argento e caricato dallo stemma sopra descritto con la iscrizione centrata in argento, recante la denominazione del Comune. D.P.R. dell'11 settembre 1996 |           |
|        | Corbola Scudo con bardatura esterna raffigurante all'interno: barca a vela romana centrale su fiume con due torri sul lato destro ed una torre sul lato sinistro. Gonfalone: Drappo di giallo… |           |
|        | Costa di Rovigo Campo di cielo, al ponte di un solo arco di rosso, mattonato di nero, movente dai lembi dello scudo e fondato sulle due rupi di verde, poste negli angoli della punta, rupi e arco racchiudenti lateralmente lo specchio d'acqua, di azzurro, colmante parzialmente la luce dell'arco, fondato in punta, il ponte cimato dalla ruota di otto raggi, d'oro, munita di due ali, dello stesso, il tutto accompagnato in capo dalla stella di cinque punte, di argento, raggiante di sedici raggi, dello stesso. Ornamenti esteriori da Comune. Gonfalone: Drappo di bianco riccamente ornato di ricami d'argento e caricato dallo stemma sopra descritto con la iscrizione centrata in argento, recante la denominazione del Comune. D.P.R. del 27 aprile 1995 |           |
|        | Crespino Gonfalone: drappo di bianco… |           |
|        | Ficarolo Di celeste al castello quadrilatero di rosso murato e finestrato di nero, merlato di tre alla ghibellina, fondato su una campagna erbosa di sopra verde. Sovrastato da un fico al naturale fondato sulla terrazza dello stesso". Timbrato da una corona da nobile irregolare R.D. del 17 dicembre 1883 Gonfalone: Drappo di colore verde, ornato di ricami in oro e caricato dello stemma del Comune sotto il quale vi è ricamata la scritta centrata in oro "Comune di Ficarolo" |           |
|        | Fiesso Umbertiano Partito semitroncato; nel 1º d'azzurro all'aquila d'argento con volo abbassato, rostrata, membrata e coronata d'oro; nel 2º d'azzurro al Leone di San Marco d'oro; nel 3º di rosso alla croce d'argento. Ornamenti esteriori da Comune Gonfalone: Drappo partito, di bianco e d'azzurro, riccamente ornato di ricami d'argento e caricato dallo stemma sopra descritto con la iscrizione centrale in argento: Comune di Fiesso Umbertiano D.P.R. del 9 gennaio 1970 |           |
|        | Frassinelle Polesine D'argento alla croce di Sant'Andrea di azzurro. Ornamenti esteriori da Comune. Gonfalone: Drappo di bianco e di azzurro… |           |
|        | Fratta Polesine Di argento, al castello di rosso, mattonato di nero, merlato alla guelfa, il fastigio di tre, le due torri ciascuna di tre, esso castello finestrato di cinque in fascia di nero, chiuso dello stesso, fondato in punta, sormontato dalla stella di sei raggi di azzurro. Ornamenti esteriori da Comune D.P.R. del 9 gennaio 2006 Gonfalone: Drappo di azzurro… D.P.R. del 9 gennaio 2006 |           |
|        | Gaiba Del. Cons. Com. n. 19 del 22 maggio 1979 Gonfalone: Drappo partito di rosso e di bianco… |           |
|        | Gavello Scudo sovrastato da una corona a cinque merlature, diviso in due campi da una striscia argentata, campo inferiore verde con lo stemma di una Chiesa, campo superiore rosso con riportata una corona a sette punte. Lo scudo è contornato da due rami verdi e attraversato dall'alto al basso e da sinistra a destra da due righe parallele ondulanti Gonfalone: Drappo d'azzurro… |           |
|        | Giacciano con Baruchella |           |
|        | Guarda Veneta |           |
|        | Lendinara D'azzurro al castello chiuso, merlato e finestrato di due pezzi; torricellato di due, chiusi e finestrati di cinque, in croce di Sant'Andrea: il tutto al naturale. Sulla torre di destra l'immagine della Vergine (così detta del Pilastrello) benedicente, vestita e coronata d'oro e col manto di rosso; sulla torre di sinistra il leone di San Marco (con le ali e col libro aperto) pure d'oro. In capo una corona d'oro a cinque gigli. D.C.G. del 12 luglio 1935 Gonfalone: Drappo fasciato di tre: di rosso, di bianco, di rosso… |           |
|        | Loreo In campo d'argento, un castello, costruito in mattoni rossi, con tre torri merlate delle quali, quella di mezzo, è alquanto più alta. In ciascuna torre è posta una finestra a volto appuntito. La porta d'ingresso del castello è formata a volto rotondo e sopra di essa, una dopo l'altra in linea trasversale, sono poste le lettere "C.L.F.P.A.". Alla sua fondamenta scherzanti onde marine al naturale. Lo stemma poi è circondato da aureo arabesco Gonfalone: Drappo d'azzurro… |           |
|        | Lusia Troncato: al 1º d'azzurro alla fenice d'oro, al 2º d'oro al cippo della colonna Luisiana, al naturale con scritto nella epigrafe, in maiuscole romane di nero Q.Baebi C.F.Cardiliaci Maria C.F.Tertia Uxor. R.D. del 20 giugno 1889 Gonfalone: Drappo tagliato di giallo e di azzurro, riccamente ornato di ricami d'argento e caricato dallo stemma, con la iscrizione centrata in argento, recante la denominazione del Comune. Le parti di metallo ed i cordoni saranno argentati. L'asta verticale sarà ricoperta di velluto dei colori del drappo, alternati, con bullette argentate poste a spirale. Nella freccia sarà rappresentato lo stemma del Comune e sul gambo inciso il nome. Cravatta con nastri tricolorati dai colori nazionali frangiati d'argento. |           |
|        | Melara D'azzurro alla figura simbolica del fiume Po, versante l'acqua da un vaso sulla pianura verde, accompagnata in capo da tre api d'oro poste in fascia, circondato da due rami di quercia e d'alloro, annodati da un nastro dai colori nazionali D.P.R. del 25 novembre 1968 Gonfalone: Drappo di colore azzurro riccamente ornato di ricami di argento e caricato dello stemma comunale con l'iscrizione centrata in argento "COMUNE DI MELARA" |           |
|        | Occhiobello D'argento, alla banda diminuita, di azzurro, accompagnata in capo dallo occhio umano con sclera d'argento, iride di azzurro, pupilla di nero, palpebra di carnagione, ciglia e sopracciglio di nero; accompagnata in punta dalla figura virile ignuda, di carnagione, capelluta e barbuta di nero, effigiante la deità fluviale, tenente con la mano sinistra il tridente di nero, posto in banda alzata, essa figura rivoltata, seduta sul terreno di verde, declive in banda, e attraversante lo stesso; il terreno fondato in punta e uscente dal lembo del canton destro della stessa, caricato dalla botte di rosso, posta in banda abbassata, con acqua di azzurro da essa fluente e allargata in punta, la botte sostenente il braccio destro della figura virile. Ornamenti esteriori da Comune D.P.R. del 22 aprile 1998 Gonfalone: Drappo di azzurro riccamente ornato di ricami d'argento e caricato dallo stemma sopra descritto con la iscrizione centrata in argento, recante la denominazione del Comune D.P.R. del 22 aprile 1998 |           |
|        | Papozze |           |
|        | Pettorazza Grimani Due stemmi sovrapposti: lo stemma araldico dei Conti Papafava sovrapposto a quello dei Conti Grimani. Gonfalone: Drappo di bianco… |           |
|        | Pincara |           |
|        | Polesella A forma di scudo, nel campo azzurro figurano, nell'angolo destro il Leone di Venezia su campo d'argento, e nella parte inferiore un uomo con lancia seduto sulla sponda erbosa del Po che riversa l'acqua del fiume in mare. D.P.C.M. del 21 gennaio 1961 Gonfalone: D.P.R. del 16 marzo 1961 |           |
|        | Pontecchio Polesine |           |
|        | Porto Tolle Di rosso, alla croce d'argento accostata nel canton destro del capo da uno storione d'oro, in fascia e, nel canton sinistro della punta, da tre spighe d'oro, disposte a ventaglio legate da un nastro dello stesso. Ornamenti esteriori da Comune. D.P.R. del 9 marzo 1982 Gonfalone: Drappo di bianco… |           |
|        | Porto Viro Partito: nel PRIMO, di verde, alla banda ondata di azzurro, fluttuosa di argento; nel SECONDO, di rosso, al leone d'oro, allumato di rosso, linguato dello stesso, sormontato dalle lettere maiuscole C e D ordinate in fascia, d'oro. Ornamenti esteriori da Comune Gonfalone: Drappo giallo, riccamente ornato di ricami d'argento e caricato dallo stemma sopra descritto con la iscrizione centrata in argento, recante la denominazione del Comune. Le parti di metallo ed i cordoni saranno argentati. L'asta verticale sarà ricoperta di velluto giallo, con bullette argentate poste a spirale. Nella freccia sarà rappresentato lo stemma del Comune e sul gambo inciso il nome. Cravatta con nastri tricolorati dai colori frangiati d'argento |           |
|        | Rosolina D'argento alla banda di rosso. Ornamenti esteriori da Comune Gonfalone: Drappo trinciato di rosso e di bianco… |           |
|        | Rovigo Partito: al primo d'azzurro, al muro al naturale, aperto e finestrato di due feritoie da sparo di nero, e turrito di tre pezzi finestrati dello stesso, sormontati da un leone di San Marco, privo di nimbo, passante d'argento; al secondo troncato d'argento e di verde. D.C.G. del 7 ottobre 1938, trascritto nei registri della Consulta Araldica il successivo 10 ottobre 1938 Gonfalone: drappo fasciato di azzurro, di bianco e di verde… D.P.R. nº 903 del 18 gennaio 1988 |           |
|        | Salara |           |
|        | San Bellino D'oro, alla lettera maiuscola V, rovesciata, di verde, intrecciata con due fasce diminuite, di rosso, attraversanti l'asta di destra e attraversate dall'asta di sinistra. Ornamenti esteriori da Comune. D.P.R. del 14 aprile 1992 Gonfalone: Drappo di verde riccamente ornato di ricami d'argento e caricato dallo stemma sopra descritto con la iscrizione centrata in argento, recante la denominazione del Comune |           |
|        | San Martino di Venezze Gonfalone: Drappo partito di azzurro e di giallo… |           |
|        | Stienta Campo di cielo, ad una barca al naturale, fluttuante su uno specchio d'acqua d'azzurro ondato d'argento, con la vela pure d'argento, attaccata ad un albero al naturale e caricata dalla scritta in caratteri di nero “S. STIEN” e da un ramo di palma di verde; sullo sfondo una campagna alberata al naturale. Ornamenti esteriori da Comune. Gonfalone: Drappo di bianco riccamente ornato di ricami d'argento e caricato dallo stemma sopra descritto con la iscrizione centrata in argento: Comune di Stienta. R.D. del 31 gennaio 1930 |           |
|        | Taglio di Po Un dipinto raffigurante uno sfondo di montagne; un uomo nudo seduto fra le cime che con la mano sinistra sostiene una verticale lastra di marmo con una scritta non leggibile e sotto il braccio destro tiene un otre o vaso sgorgante acqua da cui nasce un fiume; un corso d'acqua che sfocia in valle; una figura di uomo che punta l'indice. Un nastro con Torre Argentata sopra il dipinto con la scritta: "Multo animo vidit lumine captus erat". Un nastro sotto il dipinto con la scritta "Taglio di Po" Gonfalone: Drappo di rosso… |           |
|        | Trecenta Gonfalone: Drappo di bianco bordato di azzurro… |           |
|        | Villadose Semitroncato partito: il PRIMO, di argento, ai nove rombi di nero, ordinati in tre pali, accollati fra loro e appuntati ai lembi e alle linee di partizione; il SECONDO, di rosso, all'anfora con due manici, di argento, cerchiata di nero in basso; il TERZO, d'oro, al fiume di azzurro, fluttuoso di argento, uscente dal lembo superiore e desinente sul lembo inferiore, sinuoso in due anse, allargato nella parte inferiore. Ornamenti esteriori da Comune. D.P.R. del 21 settembre 2004 Gonfalone: Drappo di rosso… |           |
|        | Villamarzana |           |
|        | Villanova del Ghebbo Di azzurro, alla porta maestra, d'oro, murata di nero, con grande apertura ad arco, centrale, aperta nel campo, la cortina munita di due finestrelle di nero, e merlata di sei alla ghibellina, tre merli a destra, tre a sinistra, essa porta cimata centralmente dall'angelo in profilo, con il viso e le mani di carnagione, capelluto di nero, vestito con la tunica di rosso, munito di ali d'argento, tenente con la mano destra la spada di argento, con la punta all'ingiù, sostenuta dal fastigio, posta in banda alzata, con la mano sinistra lo scudo di verde, sostenuto dal fastigio, caricato dal levriero ritto di argento, essa porta cimata lateralmente da due torri d'oro, murate di nero, finestrate dello stesso, ciascuna merlata di tre alla ghibellina, e fondata sulla campagna di verde, caricata dalla scala di cinque pioli, di argento, posta in banda abbassata. Ornamenti esteriori da Comune. D.P.R. del 20 gennaio 1998 Gonfalone: Drappo partito di rosso e di bianco, riccamente ornato di ricami d'argento e caricato dallo stemma sopra descritto con l'iscrizione centrata in argento, recante la denominazione del Comune. |           |
|        | Villanova Marchesana |           |

## Ex comuni
| Stemma | Ex Comune e blasonatura                                                                           | Gonfalone |
| ------ | ------------------------------------------------------------------------------------------------- | --------- |
|        | Contarina (dal 1995, insieme a Donada, forma il comune di Porto Viro) D.P.R. del 23 febbraio 1966 |           |
|        | Donada (dal 1995, insieme a Contarina, forma il comune di Porto Viro)                             |           |